# Benediktinski samostan sv. Krševana u Zadru
Muški benediktinski samostan sv. Krševana djelovao je u Zadru od 918. (obnovljen 19. prosinca 986.) do 30. kolovoza 1807. godine. Nazvan je po sv. Krševanu (lat. Chrysogonus, † 4. stoljeće), svecu i mučeniku Katoličke Crkve. 

## Povijest
Muški benediktinski samostan sv. Krševana prvi puta se spomeinje u oporuci priora Andrije 918. godine. Tijekom 10. stoljeća došlo je do njegova propadanja.
Kao početni datum ponovnog osnutka (obnove) samostana uzima se 19. prosinca 986., dan kada je zadarski prior Madije, u dogovoru sa zadarskim plemićima i ostalim građanima, dopustio da se uz crkvu sv. Krševana podigne novi samostan, na mjestu starog samostana. Uređenje samostana bilo je povjereno benediktincu, opatu Madiju, porijeklom Zadraninu, koji se vratio iz samostana Monte Cassino.
Sve do kraja 14. stoljeća samostan je stalno jačao zahvaljujući darovnicama podijeljenima od strane vladara i papa. Zbog svoje gospodarske moći, porasla mu je i politička moć u poslovima gradske općine. Kada je početkom 15. stoljeća Zadar potpao pod vlast Venecije (1409.), mletačka je vlast smanjila njegov politički utjecaj i gospodarsku moć.
Polovicom 15. stoljeća samostan je dobio status komende, zbog čega je morao financijski skrbiti o raznim talijanskim biskupima i kardinalima. Nasuprot tome, redovnici su od mletačke vlasti dobivali rentu za vlastite potrebe. Sve je to dovelo do slabljenja i zapuštenosti samostana u kojem je tijekom ranog novog vijeka boravilo tek nekoliko redovnika.
Samostan je ukinut u vrijeme francuske uprave nad Dalmacijom, dekretom generalnog providura za Dalmaciju Vincenza Dandole, 30. kolovoza 1807. godine. Zgrada samostana prenamijenjena je u licej (gimnaziju), dok je arhiv samostana 1808. premješten u prostorije Providurije. Dolaskom austrijske vlasti u Zadar, arhiv je premješten u Namjesništvo za Dalmaciju.